# Jōsō
Jōsō (jap. 常総市 Jōsō-shi) ist eine Stadt in Japan in der Präfektur Ibaraki.

## Geographie
Jōsō liegt westlich von Tsukuba und östlich von Koga, nicht allzu weit (ca. 50 km) von der Hauptstadt Tokio entfernt.
Durch das Stadtgebiet fließt der Fluss Kinu, zum Teil an der östlichen Stadtgrenze fließt auch noch der Fluss Kokai.

## Geschichte
Die Stadt Jōsō wurde am 1. April 2006 aus der Shi Mitsukaidō (水海道市, -shi) und der Machi Ishige (石下町, -machi) im Yūki-gun gegründet.
Am 10. September 2015 kam es nach schweren Regenfällen durch einen Dammbruch zu großflächigen Überschwemmungen.

## Verkehr
- Straße:
  - Nationalstraßen 294, 354
- Zug:
  - Kantō Tetsudō Jōsō-Linie

## Söhne und Töchter der Stadt
- Michiko Hada, Schauspielerin
- Tadayuki Okada (* 1967), Motorradrennfahrer
- Tomi Ōkawa (* 1933), Tischtennisspielerin
- Keiji Suzuki (* 1980), Judoka

## Weblinks

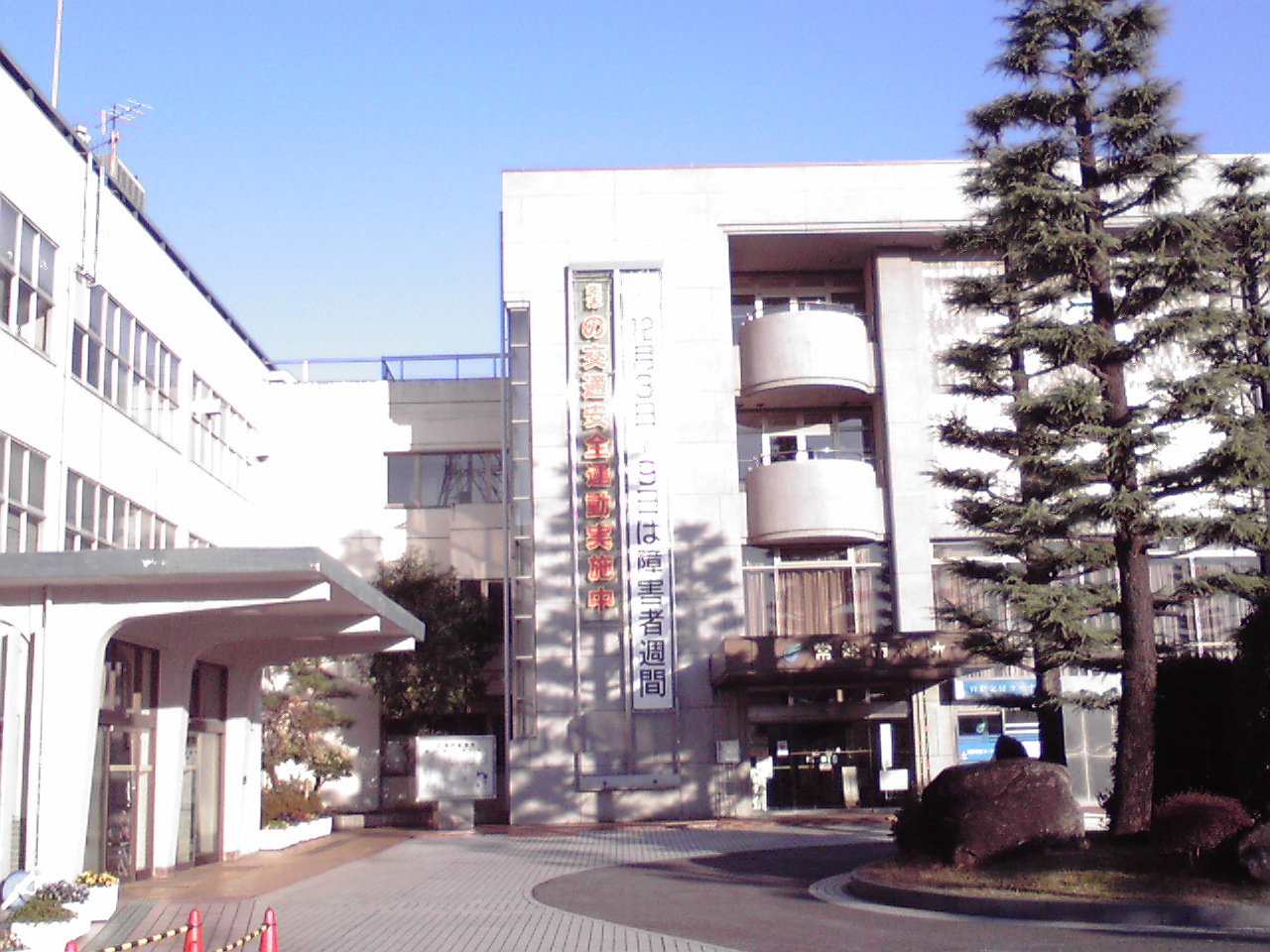
Rathaus Jōsō

## Angrenzende Städte und Gemeinden
- Präfektur Ibaraki
  - Bandō
  - Tsukuba
  - Moriya
  - Shimotsuma
  - Tsukubamirai
  - Yachiyo
- Präfektur Chiba
  - Noda